# Martina Müller (tenisistka)
Martina Müller (ur. 11 października 1982 w Hanowerze) – niemiecka tenisistka; od 1999 roku o statusie profesjonalnym.
Tenisistka operuje oburęcznym backhandem, gra prawą ręką. Klasyfikowana na listach światowych na 51 miejscu w czerwcu 2002 roku. Jej największym sukcesem w wielkoszlemowych startach jest trzecia runda w US Open 2002. W Australian Open 2006 dotarła do drugiej rundy. Reprezentantka kraju w Pucharze Federacji w latach 2001–2003 i 2006.
Jej trenerem jest ojciec, Reinhard. Najsilniejsze uderzenie to backhand, a ideał tenisisty to Andre Agassi. Pseudonim tenisistki to Tina.
W 2002 roku wygrała turniej w Budapeszcie i jest to, jak dotąd, jej jedyne zwycięstwo singlowe. Razem z Catherine Barclay triumfowała w tym samym roku w ’s-Hertogenbosch. Bierze czynny udział w rozgrywkach ITF.
Do najlepszych wyników Martiny w grze pojedynczej z roku 2006 zaliczyć należy ćwierćfinał turnieju w Strasburgu (pokonała tam Patty Schnyder), półfinał w Budapeszcie (porażka z późniejszą mistrzynią, Anną Smasznową) oraz ćwierćfinał w Portorožu. Znacznie lepiej wiodło się jej w grze podwójnej: oprócz licznych ćwierćfinałów na czele najlepszych wyników są finał w Strasburgu i półfinał w Hobarcie.
Pierwsza część roku 2007, zarówno w grze pojedynczej, jak i podwójnej, nie była zbyt dobra w wykonaniu Niemki. Wielokrotnie odpadała już w pierwszych spotkaniach. W Paryżu udało się jej zwyciężyć Agnieszkę Radwańską. W kwietniu razem z Gabrielą Navrátilovą osiągnęła finał turnieju deblistek w Budapeszcie. Przegrały go jednak z Vladimírą Uhlířovą i Ágnes Szávay.
W marcu dotarła do 3. rundy turnieju pierwszej kategorii w Indian Wells, przegrywając z Serbką Jeleną Janković. W maju dotarła również do III rundy turnieju w Berlinie, pokonując w drugim meczu Izraelkę Szachar Pe’er. W lipcu osiągnęła drugi w karierze finał turnieju WTA w Palermo, gdzie przegrała dopiero z Węgierką Ágnes Szávay, pokonując po drodze m.in. Flavię Pennettę.

## Wygrane turnieje

### Gra pojedyncza (1)
|    | Data       | Turniej                        | Kat.        | ($)     | Naw.   | Finalistka      | Wynik         |
| 1. | 15/04/2002 | Budapeszt, Budapest Grand Prix | Kategoria V | 110 000 | ziemna | Myriam Casanova | 6:2, 3:6, 6:4 |

### Gra podwójna (1)
|    | Data       | Turniej                       | Kat.          | ($)     | Naw.  | Partnerka         | Finalistki                      | Wynik    |
| 1. | 17/06/2002 | ’s-Hertogenbosch, Ordina Open | Kategoria III | 170 000 | trawa | Catherine Barclay | Bianka Lamade Magdalena Maleewa | 6:4, 7:5 |